# Sara Ali Khan
Sara Ali Khan (Bombay, 12 augustus 1995) is een Indiaas actrice die voornamelijk in Hindi films speelt.

## Biografie
Sara Ali Khan is de dochter van acteurs Saif Ali Khan en Amrita Singh. Tevens is ze de zus van Ibrahim Ali Khan.
Ze studeerde geschiedenis en politieke wetenschappen aan het Columbia-universiteit voor ze haar debuut maakte in Kedernath (2018).

## Filmografie
| Jaar | Film                            | Rol                             | Opmerking                     |
| ---- | ------------------------------- | ------------------------------- | ----------------------------- |
| 2018 | Kedarnath                       | Mandakani Mishra                |                               |
| 2018 | Simmba                          | Shagun Sathe                    |                               |
| 2020 | Love Aaj Kal                    | Zoe Chauhan                     |                               |
| 2020 | Coolie No. 1                    | Sarah Rozario                   |                               |
| 2021 | Atrangi Re                      | Rinku/ Manjari Suryavanshi Khan |                               |
| 2023 | Gaslight                        | Meesha/ Fatima                  | Disney+ Hotstar film          |
| 2023 | Zara Hatke Zara Bachke          | Somya Chawla Dubey              |                               |
| 2023 | Rocky Aur Rani Kii Prem Kahaani |                                 | cameo in nummer "Heart Throb" |
| 2024 | Murder Mubarak                  | Bambi Todi                      | Netflix film                  |
| 2024 | Ae Watan Mere Watan             | Usha Mehta                      |                               |
| 2025 | Sky Force                       | Geeta Vijaya                    |                               |
| 2025 | Metro... In Dino                | Chumki                          |                               |